# Huttingen
Huttingen ist ein Ortsteil der Gemeinde Efringen-Kirchen im Landkreis Lörrach. Der Ort liegt auf einer östlichen Hochlage des Isteiner Klotzes, nordwestlich des Steinbruchs Efringen-Kirchen-Huttingen. Überregional bekannt ist der Steinbruch „Kapf“, der sich auf dem Gebiet des Ortsteils befindet.

## Geografie und Lage

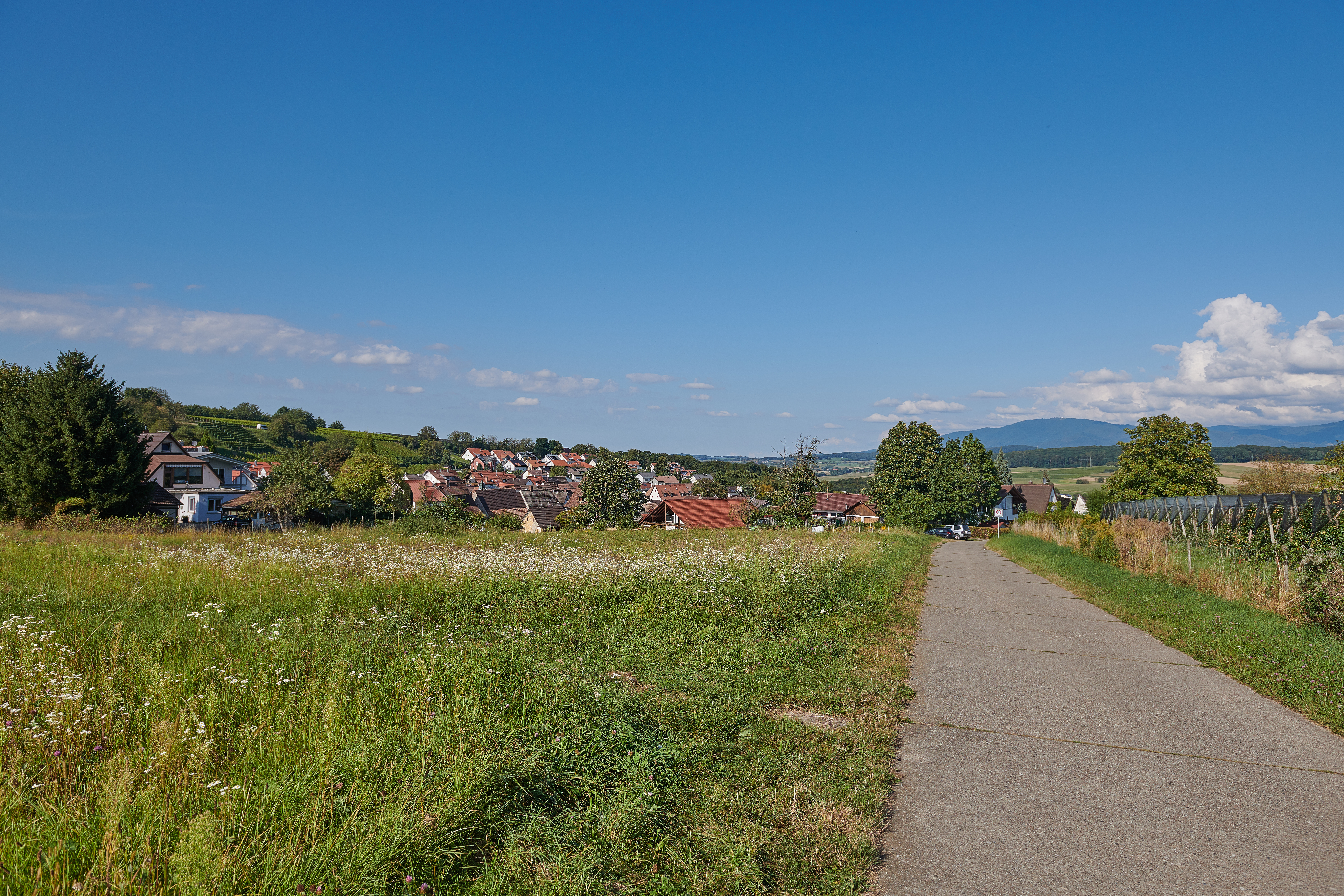
Blick von Süden auf Huttingen

Das Haufendorf Huttingen mit seinem nahezu rechtwinkligen Straßennetz liegt am Talschluss eines zum Engebach entwässernden Gerinnes. Der Ort ist über die Kreisstraße 6321 an die östlich, rund einen halben Kilometer entfernt vorbei führenden Bundesstraße 3 angebunden. Über zwei steile Straßenverbindungen ist Huttingen mit den niedriger gelegenen Ortschaften Istein und Efringen-Kirchen verbunden. Etwa 1,5 Kilometer nördlich führt die 1986 ausgebaute Straße (Römerstraße) auf der Hochebene nach Blansingen, das ebenfalls Ortsteil von Efringen-Kirchen ist.

## Geologie
Huttingens Gemarkung liegt zum größten Teil auf dem Isteiner Klotz. Als solcher wird, geologisch gesehen nicht nur, wie allgemein üblich, die Felspartie bei Istein bezeichnet, sondern das ganze Gebiet zwischen Rheinweiler, Welmlingen, Wintersweiler und Efringen-Kirchen, in dem Jurakalk über Tage ansteht. Ein kleiner Teil der Gemarkung greift im Westen auf die anthropogen veränderte Schotterterrasse des Rheines aus.
Der Isteiner Klotz ist eine durch mehrere, vorwiegend NE verlaufende Verwerfungen zerlegte, leicht kuppelförmig herausgewölbte Jurakalkscholle, eine der mesozoischen Bruchschollen im Randbereich des Oberrheingrabens. Sie wird im W durch eine Verwerfung begrenzt, an welcher der Jurakalk in den Sierentzer Graben abgesenkt wird. (In diesem breiten sich heute, als jüngste Grabenfüllung, die Schotter des Rheins aus). Im S begrenzt die Eckbergverwerfung den Isteiner Klotz gegen die Schollen unter der Schotterebene des Rheins und das Markgräfler Tertiärhügelland und im Osten und Norden taucht er unter die Schichten der tertiären Grabenfüllung ab. Bei den Isteiner Schwellen erscheint der Jurakalk noch einmal im Strombett des Rheins.

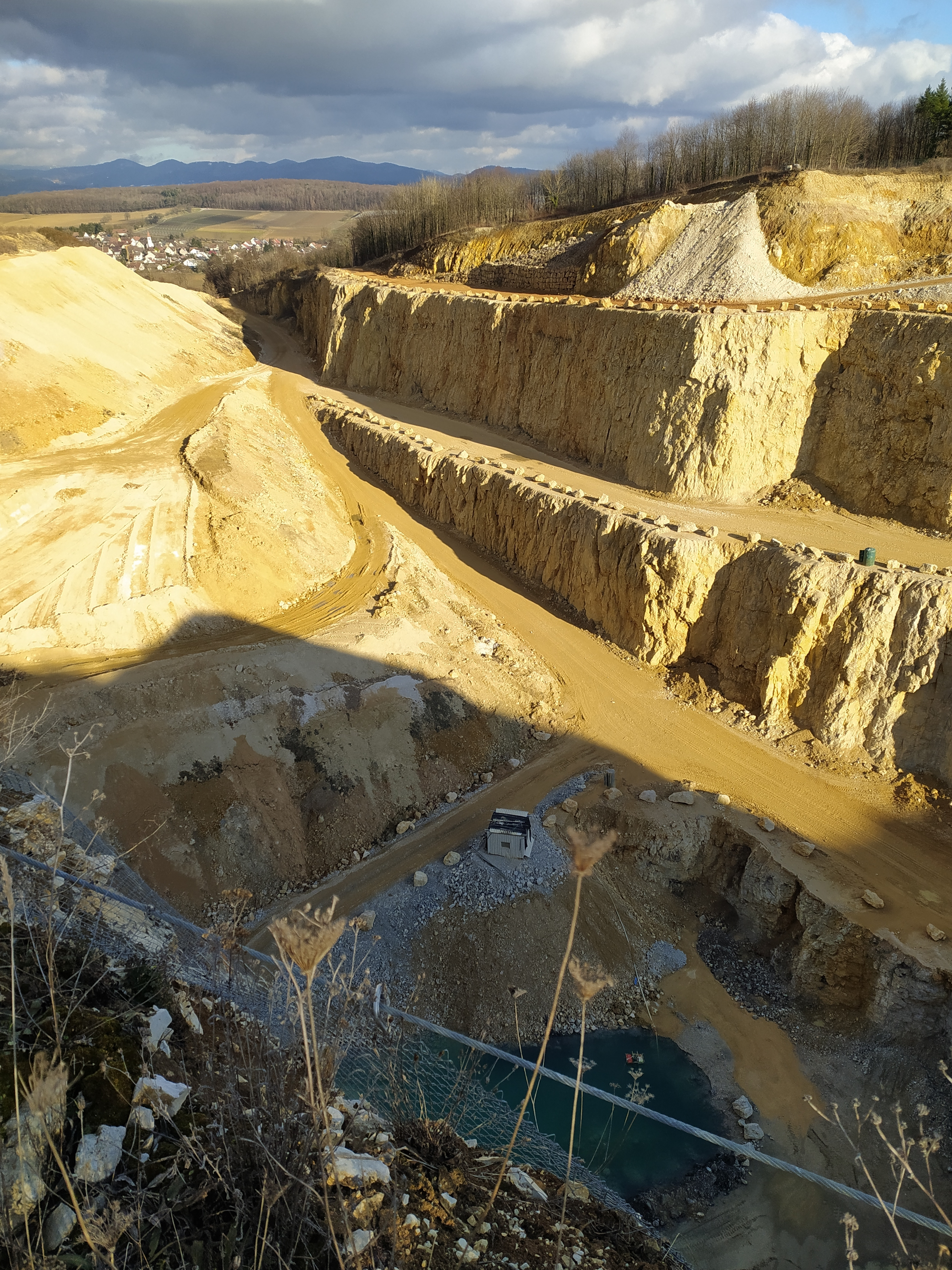
Ungeschichteter Korallenkalk, ganz oben bräunliche Tertiärschichten (Schliengen-Formation), der Tümpel wohl schon in den Thamnastreenmergeln. Links Abraum. Im Hintergrund Wintersweiler noch auf lössbedecktem Korallenkalk. Der Hang überm Dorf Tertiär und der Wald auf altpleistozänen Schottern.

Die Gesteine, die den Untergrund unter der Gemarkung bilden, sind in den Steinbrüchen aufgeschlossen. Man erblickt in dem vom Basler Weg gut einzusehenden Kapf-Steinbruch vor allem die etwa 40 m mächtigen massigen Korallenkalke (Oberjura/Malm/Oxfordium). Auf der untersten Abbausohle wurden die den Korallenkalk unterlagernden grauen, korallenreichen Thamnastreenmergel erreicht. Die über dem Korallenkalk folgenden, undeutlich gebankten Nerineenkalke sind nur stellenweise vorhanden, da sie schon früh der Abtragung anheimfielen. (Auf der Geologie-Infotafel des Erlebnispfads ist ersichtlich, dass dem Korallenkalk zwischen Kapf und Kalkgraben unmittelbar Tertiärsedimente aufliegen.) Korallenkalk steht mehrfach auch längs der B3 über dem Radweg an. An den Hängen darüber lagert nördlich vom Kapf, da die Schichten hier nordwärts abtauchen, bereits der Nerineenkalk. Auch am steilen, durch Steinbrüche und Eisenbahnbau veränderten Westhang des Klotzen ist der teilweise mit Tertiärschichten bedeckte Korallenkalk sichtbar.

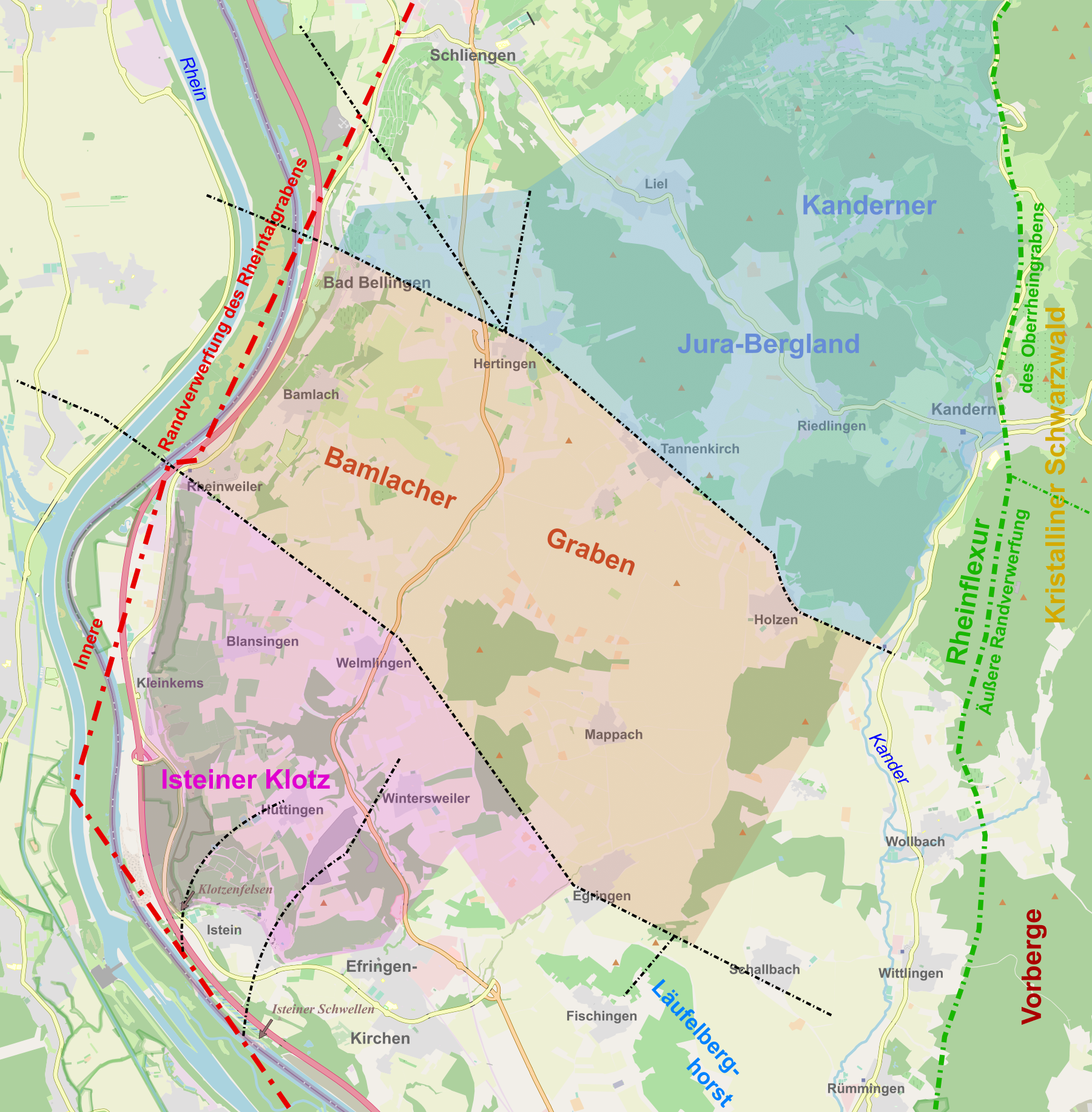
Huttingen auf dem Isteiner Klotz in seiner geologischen Umgebung

Über den Jurakalken lassen sich im Kapf-Steinbruch (2021/22) zuoberst tertiäre Sedimente erkennen. Dabei fallen neben grauen und grünlichen Farben vor allem die rotbraunen Tone der Schliengen-Formation aus der Frühzeit der Grabenbildung (Eozän) ins Auge. Die in den rotbraunen Tonen eingelagerten Bohnerze wurden früher im Markgräflerland u. a. bei Liel, Tannenkirch und Holzen abgebaut. Anders geartete Tertiärschichten (Eozän/Oligozän) finden sich am oberen Westhang des Engetales vom Niederen Berg bis zum Katzensteig und Vogelhölzle. Es sind teilweise geröllführende Kalksandsteine, die früher im Löchle und im Vogelhölzle gebrochen wurden. Gut zu sehen sind diese Kalksandsteine, auch solche mit Gerölllagen, in der Stützmauer unter dem Sportplatz-/Kapellenareal. Sie gehören zur Küstenkonglomerat-Formation, die entstand, als starke Flüsse große Schwemmkegel vor der tertiären Küste im Graben ausbreiteten.
Huttingens Gemarkung wird von einem NO streichenden tektonischen Graben durchquert, der sich deutlich im Gelände abzeichnet (Isteiner Graben). Er erscheint in der Landschaft als Einmuldung zwischen dem vom Steinbruch ausgehöhlten Kapf und dem Tischlig. Das Dorf lehnt sich an den nordöstlichen Grabenschenkel an. Auf der Isteiner Seite liegt die Hangmulde zwischen Hardberg und Grünberg im Graben.
Korallenkalk und Nerineenkalk sind Oberjura-Sedimente und vor etwa 160 Mio. Jahren in einem Flachmeer entstanden. In den oberen Partien kommen im Korallenkalk Kieselknollen und Jaspise vor. Er ist für die Herstellung von Werksteinen nicht geeignet, wurde aber jahrzehntelang in Istein für die Karbidproduktion der Firma Lonza und in Kleinkems für die Herstellung von Zement abgebaut. Heute produziert die Firma Lhoist sowohl ungebrannte Kalkerzeugnisse (Kalksteinmehl, Splitt, Schotter, Bruch- und Gabionensteine u. a. m.) als auch gebrannte Produkte wie z. B. Weißfeinkalke oder Entschwefelungsgemische für die Stahlindustrie.
Die gebankten Nerineenkalke kamen als Werkstein in Betracht und wurden z. B. in Wintersweiler gebrochen und verbaut. Die eozän/oligozänen, z. T. konglomeratischen Kalksandsteine sind in allen Dörfern auf und um den Isteiner Klotz das dominierende Baumaterial. Sie sind vor und während der zeitweiligen Meeresüberflutung des Oberrheingrabens (im Rupel) von Fließgewässern am Rand des sich herausbildenden Grabens als Küstenkonglomerat deponiert worden.
Die Gemarkung ist fast ausnahmslos mit einer unterschiedlich mächtigen Lössauflage bedeckt. Eine Bohrung beim Friedhof ergab eine Mächtigkeit von 23 m. Löss ist Feinstmaterial, das während der Kaltzeiten des Eiszeitalters aus den vegetationsarmen Schotterfeldern des Rheins ausgeblasen und im Umland, besonders am Westrand der Hügel der Vorbergzone abgesetzt wurde.

## Geschichte
Urkundlich zum ersten Mal erwähnt wird Huttingen 1274 als „villa Huttingen“, was sich vermutlich von einem Personennamen ableitet. Der vermutete Ursprung des Ortes lag vermutlich noch weiter in der Vergangenheit und war seit dem 11. Jahrhundert ein Lehnsgut der Basler Bischöfe an die Herren von Rötteln. Ihre Ansprüche übernahmen 1315 die Markgrafen von Hachberg-Sausenberg. Der Dinghof war ein Besitz des adligen Cluniazenserinnenklosters in Istein, herrührend vom Basler Kloster St. Alban. Das Ortsgericht teilte sich Huttingen mit dem der jüngeren Burgsiedlung Istein.
Seit dem 15. Jahrhundert wurden die fürstbischöflich baselischen Dörfer Istein und Huttingen vom Unteramt Schliengen verwaltet, das 1719 als Landvogtei Schliengen von der Obervogtei Birseck losgelöst wurde. Dieses geistliche Territorium fiel 1803 durch den Reichsdeputationshauptschluss an das Kurfürstentum Baden. 1805 bis 1809 gab es noch ein Bezirksamt Schliengen, das dann im Rahmen der Verwaltungsreform des Großherzogtums aufgelöst und größtenteils dem Bezirksamt Kandern zugeordnet wurde. Istein und Huttingen kamen 1819 definitiv zum Bezirksamt Lörrach, später an den Landkreis Lörrach.

## Bevölkerung

### Einwohner
Die Zahl der Einwohner Huttingens entwickelte sich wie folgt:
| Jahr | Einwohner |
| ---- | --------- |
| 1852 | 305       |
| 1871 | 289       |
| 1880 | 282       |
| 1890 | 255       |
| 1900 | 250       |
| 1910 | 298       |
| 1925 | 263       |
| 1933 | 264       |

| Jahr | Einwohner |
| ---- | --------- |
| 1939 | 269       |
| 1950 | 273       |
| 1956 | 284       |
| 1961 | 291       |
| 1970 | 331       |
| 2011 | 464       |
| 2019 | 451       |

### Religion
Die Zugehörigkeit zu den Religionsgemeinschaften verteilte sich in der Vergangenheit wie folgt:
| Religionszugehörigkeit in Huttingen | Religionszugehörigkeit in Huttingen | Religionszugehörigkeit in Huttingen | Religionszugehörigkeit in Huttingen |
| Jahr                                | Religion                            | Religion                            | Religion                            |
| ----------------------------------- | ----------------------------------- | ----------------------------------- | ----------------------------------- |
|                                     | evangelisch                         | katholisch                          | sonstige                            |
| 1858                                | 0,6 %                               | 99,4 %                              | 0 %                                 |
| 1925                                | 0,4 %                               | 99,6 %                              | 0 %                                 |
| 1950                                | 0,4 %                               | 99,6 %                              | 0 %                                 |
| 1961                                | 6,5 %                               | 91,8 %                              | 1,7 %                               |
| 1970                                | 10,6 %                              | 88,8 %                              | 0,6 %                               |

## Kultur und Sehenswürdigkeiten

### Sehenswürdigkeiten

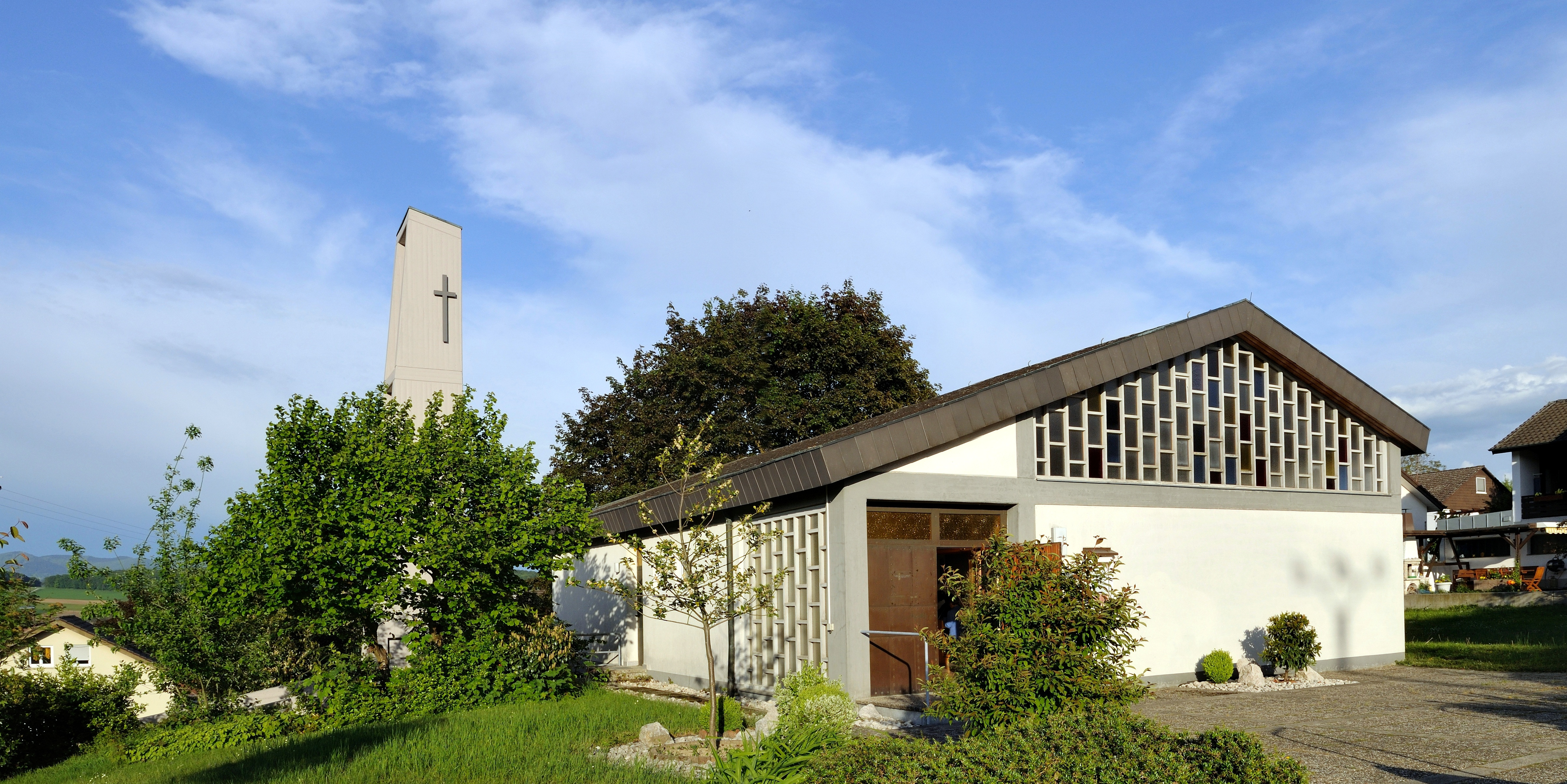
Katholische Kirche in Huttingen

In Huttingen wurde Anfang der 1970er Jahre die katholische Filialkirche St. Nikolaus errichtet. Der schlichte Betonbau besteht aus einer Saalkirche mit Satteldach und einem schlichten, offenen und freistehenden Glockenturm. Die Kirche befindet sich etwas südlich vom Ortskern mitten im Besiedlungsgebiet. Mit dem Namen des Kirchenpatrons St. Nikolaus verweist die Kirche auf die ältere Kapelle, die sich ebenfalls in Huttingen befindet.
Die St. Nikolauskapelle, westlich und abseits des Besiedlungsgebiets, stammt ursprünglich aus dem 14. bis 15. Jahrhundert und wurde von 1900 bis 1904 durch eine im neuromanischen Stil ersetzt. Infolge des Ersten Weltkrieges wurde sie 1914 aus militärischen Gründen gesprengt. Heute steht nur noch die Sakristei dieses Bauwerks.
Auf dem Friedhof Huttingens befindet sich ein Kriegerdenkmal, das als offene Kapelle mit Kruzifix gestaltet ist. Es führt die Namen der Gefallenen aus beiden Weltkriegen auf.

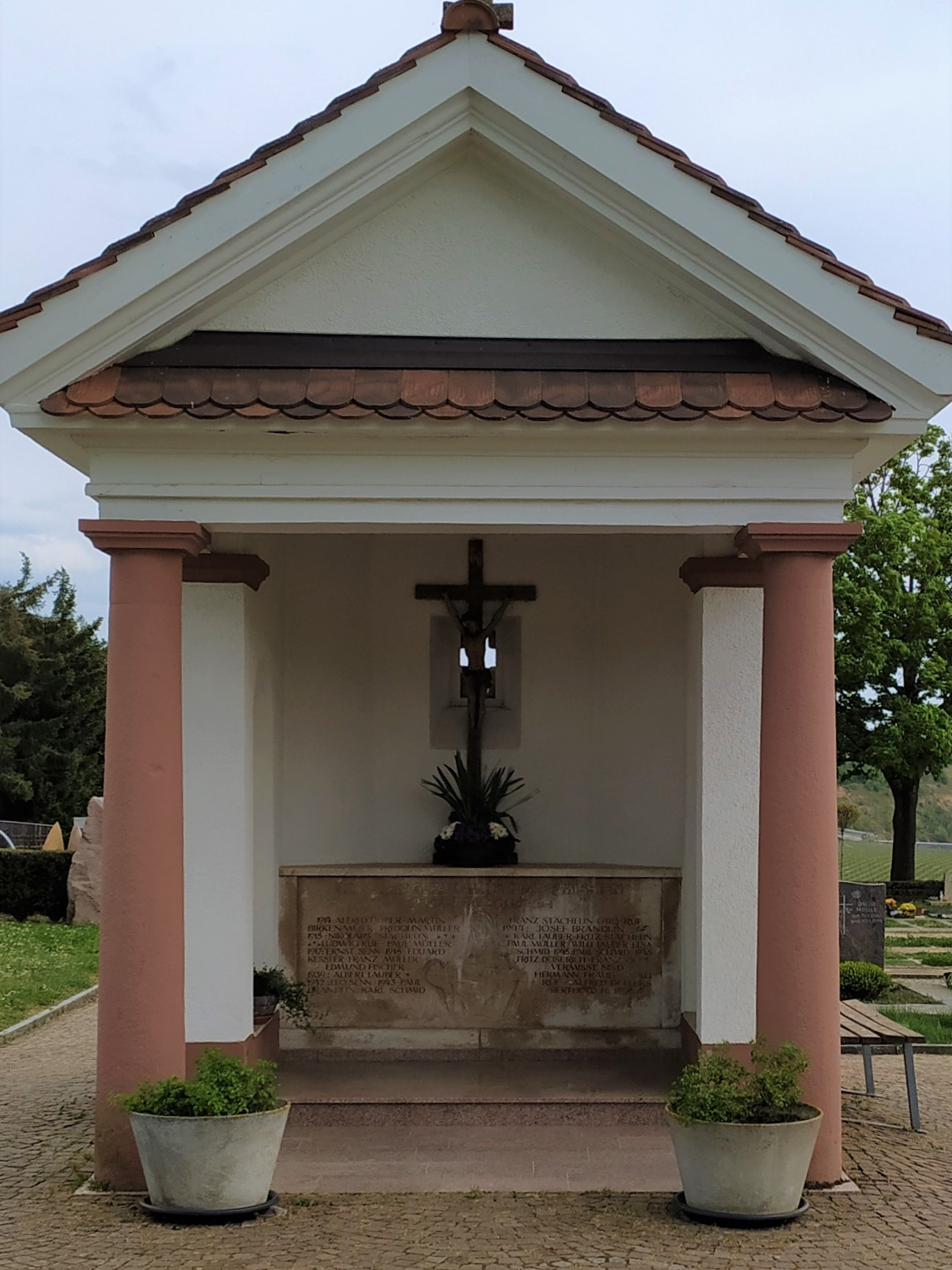
Originelle klassizistische Kapelle, vom Weinbrennerstil beeinflusst.

Durch Huttingen führt das 92 Kilometer lange Markgräfler Wiiwegli, was am 1993 aufgestellten Huttinger Kreuz unweit der Sportanlagen, vorbei führt. Zum Rastplatz der Route gehört der Aussichtspunkt „Bildstöckle“, der einen Weitblick auf das Markgräflerland bietet. Teilweise überdeckend mit dem Wiiwegli führt auch ein Abschnitt des Jakobswegs durch das Ortsgebiet. Unweit des Jakobswegs, etwas abseits der Römerstraße, gibt es ein Gesteins-Marienstatue.

### Vereine
In Huttingen gibt es den 1920 gegründeten FC Huttingen. Der Verein verfügt über drei aktive Herren- und eine Damenmannschaft und weitere Seniorenmannschaften. Die stärkste Mannschaft spielt in der Saison 2021/22 in der Kreisliga A Hochrhein West. Neben einem Rasenplatz verfügen der Verein über einen Kunstrasenplatz mit Korkgranulateinlage und einer Flutlichtanlage, die im Jahr 2017 fertiggestellt wurde. Die Spielstätten befinden sich außerhalb des Besiedlungsgebietes rund 400 Meter westlich und oberhalb vom Dorfkern gelegen.
Seit 2016 gibt es in Huttingen noch einen weiteren Verein. Alte Schule eV. Der Verein wurde gegründet für den Erhalt des Brauchtums und dem Dorfleben.

## Infrastruktur und Wirtschaft

### Freiwillige Feuerwehr
Schriftliche Unterlagen zeugen davon, dass es bereits 1835 eine Feuerwehr in Huttingen gab. Der Bericht zählt einen Bestand von 20 ledernen Feuereimern, einer hölzernen Feuerleiter und einigen Feuerhaken auf. Das Gründungsjahr wurde trotzdem auf 1940 festgesetzt. Am 8. Oktober 1950 wurde die Löschmannschaft von 9 auf 25 verstärkt. 1953 wurde die Feuerwehr durch eine moderne Motorspritze und einheitliche Arbeitskleidung aufgewertet. 1971 wurde ein eigenes Feuerwehrhaus erbaut und in Betrieb genommen. Heutzutage zählt die Mannschaft 38 Aktive und 11 Ehrenmitglieder. Die Feuerwehr besitzt ein Löschgruppenfahrzeug 10/12 auf Basis eines Mercedes-Benz Atego, eine Anhängerleiter, ein Tragkraftspritzenanhänger und ein Mannschaftstransportfahrzeug.

### Wirtschaft

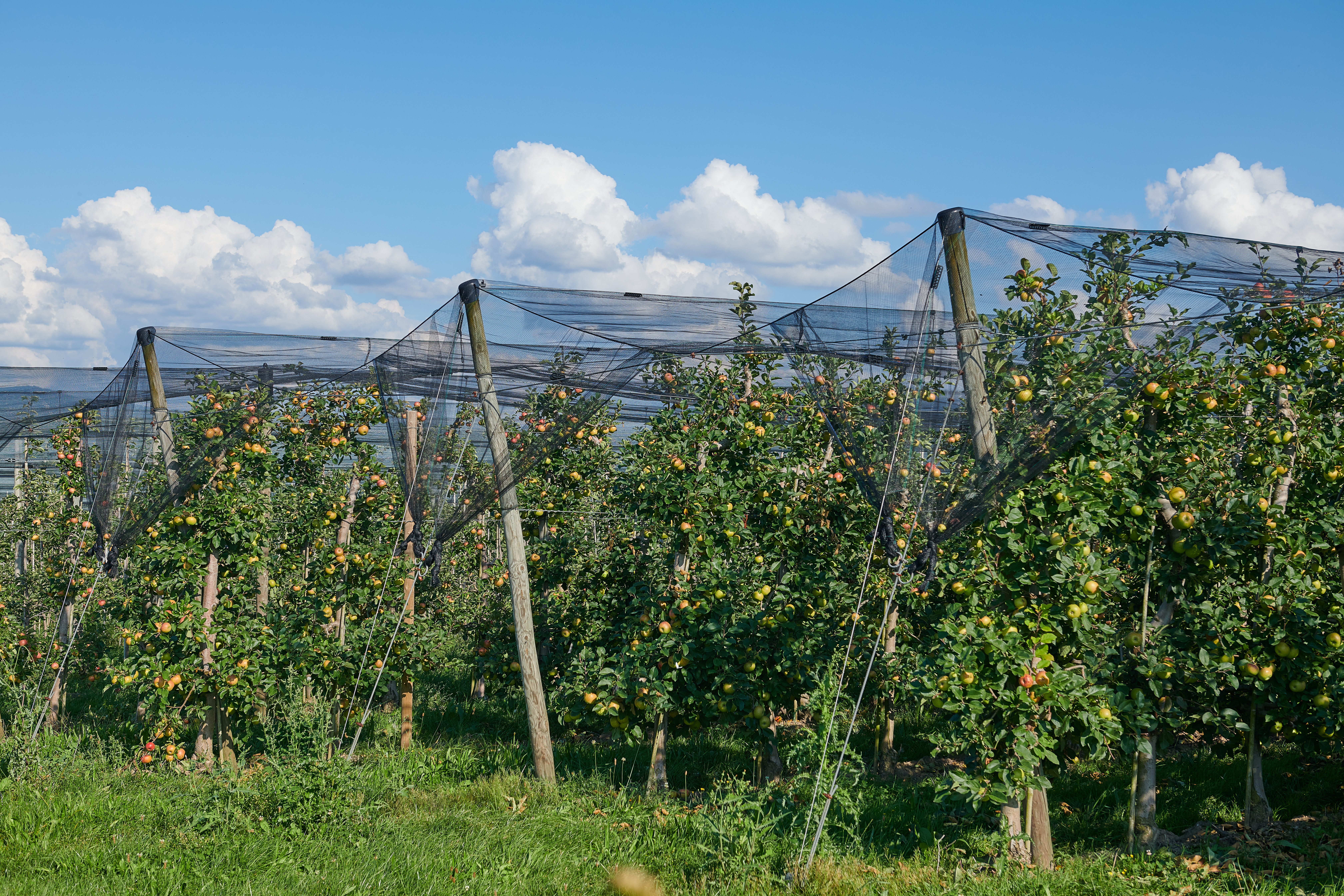
Obstplantagen in Huttingen

Auf dem Gemeindegebiet von Hutttingen befinden sich zahlreiche Obstplantagen, die vom örtlichen Obstanbauer geerntet und vermarktet werden. Neben Weinbau und der Apfel- und Kirschproduktion hat sich der Anbauer auf Stachel- und Johannisbeeren spezialisiert. Der gewerbsmäßige Anbau begann in den 1990er Jahren.

Steinbruch Kapf: Bis zur oberen Erschließungsstraße massiger Korallenkalk (Oberjura), darüber bunte Tertiärschichten (hauptsächlich dunkelbraune Schliengen-Formation), links im Bild Abraum

Südlich von Huttingen befindet sich der „Steinbruch Kapf“, eine Kalksteinabbau-Grube. Der Abbau von Kalkstein in der Gegend von Istein lässt sich bis ins Jahr 1797 zurückverfolgen. Der Huttinger Steinbruch wird seit 1982 erschlossen und gehört heute der Rheinkalk, die der Lhoist-Gruppe angehört. Beim Bau des Katzenbergtunnels wurde 2005 eine 2,5 Kilometer lange Förderbandanlage installiert, die dem Ausbruch zum Steinbruch Kapf brachte. Jährlich werden rund 650.000 Tonnen Rohmaterial gewonnen und in den Öfen des nahe gelegenen Werks in Istein 150.000 Tonnen Branntkalk produziert. Rund um den Steinbruch wurde 2021 ein drei Kilometer langer Erlebnis-Pfad errichtet, der über Tafeln über dem Abbau und die Kulturlandschaft berichtet.

## Öffentlicher Nahverkehr
Zwei durch die SWEG betriebene Buslinien (14 und 15) verkehren durch Huttingen. Die einzige im Ort angefahrene Haltestelle befindet sich zentral im Vogelsang.